# Learning to Breathe
Learning to Breathe — третий студийный альбом рок-группы Switchfoot, выпущенный 26 сентября 2000 года инди-лейблом Rethink. Был распродан в количестве 500 тысяч копий.

## Об альбоме
Композиции «I Dare You to Move» и «Learning to Breathe» появились в фильме «Спеши любить»
Обложка диска была создана бас-гитаристом группы, Тимом Форманом
Название песни «Love is the Movement» являются девизом организации To Write Love On Her Arms, которую поддерживает Switchfoot.

## Видеоклипы
Только одна мелодия альбома («You Already Take Me There») послужила основой для клипа (смотреть клип).

## Список композиций
1. I Dare You to Move — 4:07
2. Learning to Breathe — 4:35
3. You Already Take Me There — 2:42
4. Love Is the Movement — 5:10
5. Poparazzi — 3:20
6. Innocence Again — 3:28
7. Playing for Keeps — 3:44
8. The Loser — 3:40
9. The Economy of Mercy — 3:56
10. Erosion — 3:22
11. Living Is Simple — 5:17

### Участники записи
- Йон Форман — гитара, вокал
- Тим Форман — бас-гитара, бэк-вокал
- Чед Батлер — барабаны, перкуссия